# Arche de la Réunification
L'arche de la Réunification est une arche monumentale de Corée du Nord située à Pyongyang, au-dessus de l'autoroute de Pyongyang-Kaesong dite « autoroute de la Réunification », à la limite méridionale de la ville. Construite en 2001, elle est démolie en 2024.

## Toponymie
Le nom officiel de l'arche est « monument à la Charte des Trois-Points pour la Réunification nationale », en coréen 조국통일3대헌장기념탑 (chosŏn’gŭl), 祖國統一三大憲章紀念塔 (hanja), Joguk Tongil Samdae Heonjang Ginyeomtap (romanisation révisée), Choguk T'ongil Samtae Hŏnjang Kinyŏmt'ap (McCune-Reischauer).

## Histoire
L'arche de la Réunification est inaugurée en août 2001. Elle est créée pour commémorer une proposition de Kim Il-sung sur la réunification de la Corée, notamment les trois fondements de la Corée du Nord sur la position sur la réunification des deux Corées.
Le 16 janvier 2024, dans le cadre d'une réorientation de la politique nord-coréenne vis-à-vis de son voisin du sud avec l'abandon de la politique de réunification, Kim Jong-un appelle à la destruction du monument. Le 23 janvier, des images satellites montrent que l'arche n'existe plus, démolition confirmée par le ministère de l'Unification de Corée du Sud le 24 janvier.

## Architecture
L'arche en marbre mesure soixante mètres de longueur pour trente mètres de hauteur. Elle est constituée de deux femmes, représentant le Nord et le Sud de la péninsule coréenne, vêtues du hanbok.

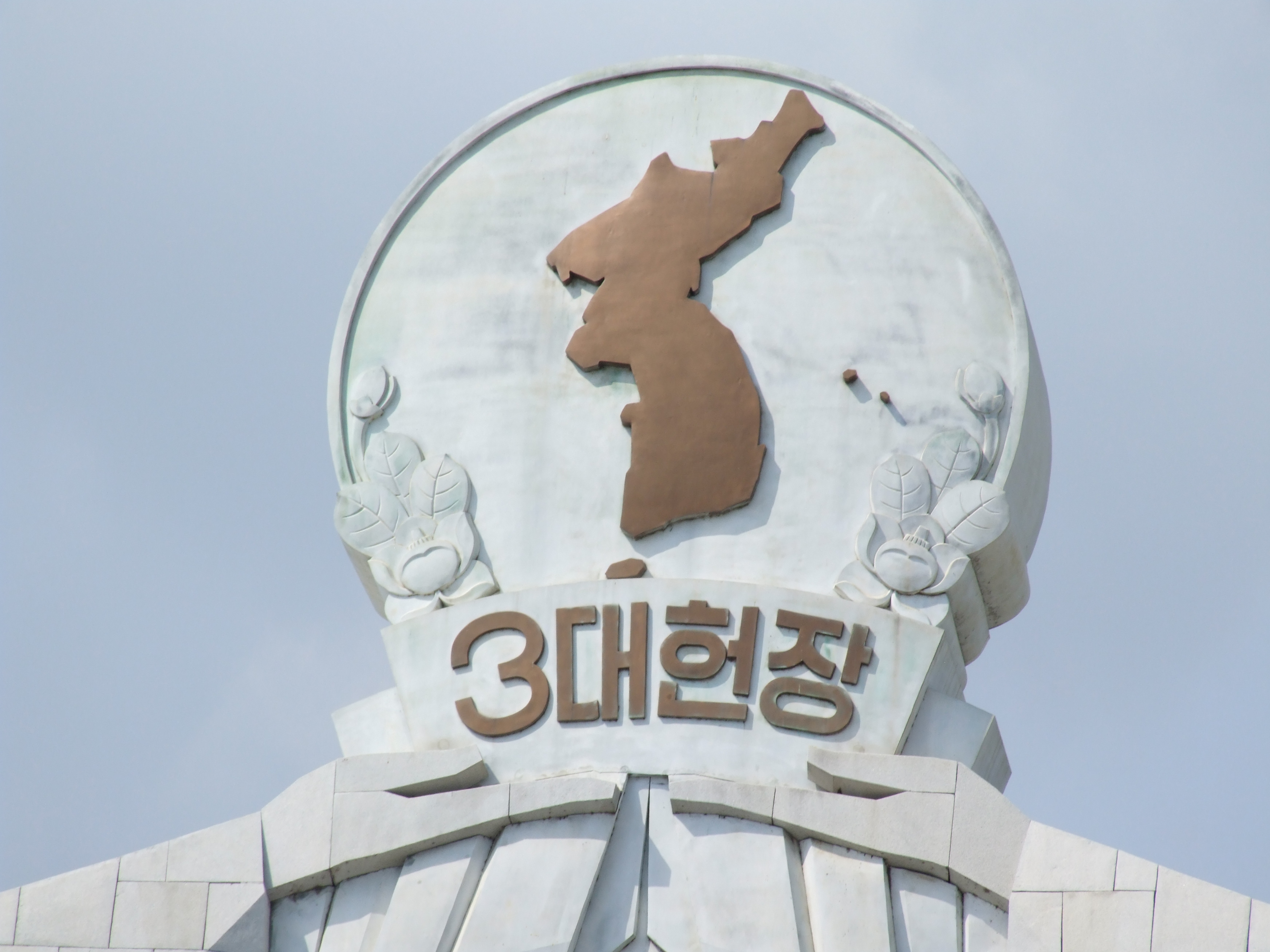
Détail sur le sommet de l'arche avec un médaillon comportant la carte de la Corée réunifiée.